# Aeroportul Internațional Hamad
Aeroportul Internațional Hamad (IATA: DOH, ICAO: OTHH) este un aeroport din Doha, Ad-Dawhah (municipalitate), Qatar ce deservește zona Qatar. Aeroportul a fost tranzitat în 2022 de 35.700.000 de pasageri. A fost deschis în 30 aprilie 2014 și numit după Hamad bin Khalifa Al Thani.
Situat la o altitudine de 4 m, aeroportul dispune de 2 piste. Este operat de Qatar Airways.

## Infrastructură

### Piste
Aeroportul dispune de 2 piste. Pista 16R/34L are suprafața de asfalt și dimensiunile 4.250 m × 60 m. Pista 16L/34R are suprafața de asfalt și dimensiunile 4.850 m × 60 m. 